# Studio !K7
Studio !K7 is een Duits platenlabel, dat diverse stijlen dance uitbrengt. Het label is gevestigd in Berlijn.
Studio !K7  werd in 1985 opgericht door Horst Weidenmüller om videoclips voor indie-artiesten te produceren. Vanaf de vroege jaren negentig begint het label ook compilaties met dancemuziek uit te brengen. Dag begint met de X-Mix-compilatie. Vanaf 1995 begint het label met de DJ-Kicks-serie. Periodiek wordt een dj gevraagd een mix samen te stellen. Vanaf 1996 brengen ze op het sublabel !K7 Records artiestenalbums uit. Later wordt de scope van het label verbreed met hiphop, soul en pop. 

## Artiesten die werk uitbrachten op Studio !K7
- John Acquaviva
- da damn phreak noize phunk
- Erol Alkan
- Digitalism
- Benjamin Diamond
- Vikter Duplaix
- Fehlfarben
- Funkstörung
- The Glimmers
- A Guy Called Gerald
- The Herbaliser
- Herbert
- Beth Hirsch
- Nick Holder

- Koop
- Kruder & Dorfmeister
- Ladytron
- Nicolette
- Erlend Øye
- Terrence Parker
- Peace Orchestra
- Playgroup
- Stacey Pullen
- Rae & Christian
- Recloose
- Ursula Rucker

- Shantel
- Smith & Mighty
- Swayzak
- Terranova
- Tosca
- Tricky
- Trüby Trio
- Gez Varley
- Goose
- Voom:Voom
- Wamdue Kids
- Earl Zinger

## DJ Kicks-serie
- 1 DJ-Kicks: CJ Bolland (1995)
- 2 DJ-Kicks: Carl Craig (1996)
- 3 DJ-Kicks: Claude Young (1996)
- 4 DJ-Kicks: Kruder & Dorfmeister (1996)
- 5 DJ-Kicks: Stacey Pullen (1996)
- 6 DJ-Kicks: Nicolette (1997)
- 7 DJ-Kicks: The Black Album  (1997)
- 8 DJ-Kicks: DJ Cam (1997)
- 9 DJ-Kicks: Terranova (1998)
- 10 DJ-Kicks: Smith & Mighty (1998)
- 11 DJ-Kicks: Andrea Parker (1998)
- 12 DJ-Kicks: Kemistry & Storm (1999)
- 13 DJ-Kicks: Thievery Corporation (1999)
- 14 DJ-Kicks: Kid Loco (1999)
- 15 DJ-Kicks: Stereo MC's (2000)
- 16 DJ-Kicks: Nightmares on Wax (2000)
- 17 DJ-Kicks: Trüby Trio (2001)
- 18 DJ-Kicks: Vikter Duplaix (2002)
- 19 DJ-Kicks: Playgroup  (2002)
- 20 DJ-Kicks: Tiga (2002)
- 21 DJ-Kicks: Chicken Lips (2003)
- 22 DJ-Kicks: Erlend Øye  (2004)
- 23 DJ-Kicks: Daddy G (2004)
- 24 DJ-Kicks: The Glimmers (2005)
- 25 DJ-Kicks: Annie  (2005)
- — DJ-Kicks: The Exclusives (2006)
- 26 DJ-Kicks: Four Tet (2006)
- 27 DJ-Kicks: Henrik Schwarz (2006)
- 28 DJ-Kicks: Hot Chip (2007)
- 29 DJ-Kicks: Booka Shade (2007)
- 30 DJ-Kicks: Chromeo (2009)
- 31 DJ-Kicks: The Juan Maclean (2010)
- 32 DJ-Kicks: James Holden (2010)
- 33 DJ-Kicks: Kode9 (2010)
- 34 DJ-Kicks: Apparat (2010)
- 35 DJ-Kicks: Wolf + Lamb vs Soul Clap (2011)
- 36 DJ-Kicks: Motor City Drum Ensemble (2011)
- 37 DJ-Kicks: Scuba (2011)
- 38 DJ-Kicks: Gold Panda (2011)
- — DJ-Kicks: The Exclusives Vol. II (2012)
- 39 DJ-Kicks: Photek (2012)
- 40 DJ-Kicks: Maya Jane Coles (2012)
- 41 DJ-Kicks: Digitalism (2012)
- 42 DJ-Kicks: Hercules and Love Affair (2012)
- 43 DJ-Kicks: Maceo Plex (2013)
- 44 DJ-Kicks: John Talabot (2013)
- 45 DJ-Kicks: Breach (2013)
- 46 DJ-Kicks: Brandt Brauer Frick (2014)
- 47 DJ-Kicks: Will Saul (2014)
- 48 DJ-Kicks: Nina Kraviz (2015)
- 49 DJ-Kicks: Actress (2015)
- 50 DJ-Kicks: DJ Koze (2015)
- 51 DJ-Kicks: Seth Troxler (2016)
- 52 DJ-Kicks: Moodymann (2016)
- 53 DJ-Kicks: Dâm-Funk (2016)
- 54 DJ-Kicks: Jackmaster (2016)
- 55 DJ-Kicks: Marcel Dettmann (2016)
- 56 DJ-Kicks: Daniel Avery (2016)
- 57 DJ-Kicks: Matthew Dear (2017)
- 58 DJ-Kicks: Michael Mayer (2017)
- — DJ-Kicks: The Exclusives Vol. III (2017)
- 59 DJ-Kicks: DJ Tennis (2017)
- 60 DJ-Kicks: Lone (2017)
- 61 DJ-Kicks: Kerri Chandler (2017)
- 62 DJ-Kicks: Deetron (2018)
- 63 DJ-Kicks: Forest Swords (2018)
- 64 DJ-Kicks: DJ Seinfeld (2018)
- 65 DJ-Kicks: Mount Kimbie (2018)
- 66 DJ-Kicks: Robert Hood (2018)
- 67 DJ-Kicks: Leon Vynehall (2019)
- 68 DJ-Kicks: Laurel Halo (2019)
- 69 DJ-Kicks: Peggy Gou (2019)
- 70 DJ-Kicks: Kamaal Williams (2019)
- 71 DJ-Kicks: Mr Scruff (2020)